# Seznam členů zastupitelstva Královéhradeckého kraje (2016–2020)
Seznam krajských zastupitelů Královéhradeckého kraje v 5. volebním období (2016–2020).
Po volbách 2016 se do Zastupitelstva Královéhradeckého kraje dostaly následující subjekty:
- ANO 2011 – 13 mandátů
- ČSSD – 6 mandátů
- ODS – 5 mandátů
- Koalice pro Královéhradecký kraj (KDU-ČSL, HDK a VPM) – 5 mandátů
- KSČM – 4 mandáty
- STAN a VČ – 4 mandáty
- TOP 09 – 4 mandáty
- Koalice SPD a SPO – 2 mandáty
- Piráti, SZ a Změna – 2 mandáty

## Seznam zastupitelů
| Jméno, příjmení a tituly             | Zvolen za          | Stranická příslušnost | Funkce                                                                              | Poznámka |
| ------------------------------------ | ------------------ | --------------------- | ----------------------------------------------------------------------------------- | --- |
| Mgr. Ivan Adamec                     | ODS                | ODS                   |                                                                                     | |
| JUDr. Miroslav Antl                  | ČSSD               | nestr. za ČSSD        |                                                                                     | |
| MVDr. Pavel Bělobrádek, Ph.D., MPA   | Koalice pro KHK    | KDU-ČSL               |                                                                                     | |
| Mgr. Martina Berdychová              | STAN a VČ          | VČ                    | Náměstkyně hejtmana pro školství, kulturu a sport                                   | |
| Mgr. Jana Berkovcová                 | ANO 2011           | ANO 2011              | Předseda výboru pro hospodářskou spolupráci a pracovní příležitosti (od ledna 2019) | |
| Jan Birke                            | ČSSD               | ČSSD                  |                                                                                     | Rezignoval v září 2019. V zastupitelstvu ho nahradila Hana Masáková.                                          |
| Ing. Aleš Cabicar                    | TOP 09             | TOP 09                | Náměstek hejtmana pro zdravotnictví                                                 | |
| JUDr. Ing. Rudolf Cogan, Ph.D.       | STAN a VČ          | nestr. za STAN        | Radní pro finance                                                                   | |
| brig. gen. v.v. Mgr. Martin Červíček | ODS                | ODS                   | 1. náměstek hejtmana pro dopravu a silniční hospodářství                            | |
| Ing. Vladimír Derner                 | Koalice pro KHK    | KDU-ČSL               | Náměstek hejtmana pro sociální věci                                                 | |
| Ing. Klára Dostálová                 | ANO 2011           | nestr. za ANO 2011    |                                                                                     | Rezignovala v dubnu 2017. V zastupitelstvu ji nahradila Monika Štayrová.                                      |
| Mgr. Jana Drejslová                  | ODS                | ODS                   | Předsedkyně sociálního výboru                                                       | |
| Josef Dvořák                         | ČSSD               | ČSSD                  | Předseda výboru pro dopravu                                                         | |
| MUDr. Zdeněk Fink                    | Koalice pro KHK    | HDK                   | Předseda výboru pro kulturu a památkovou péči                                       | |
| Stanislav Friedrich                  | ANO 2011           | ANO 2011              |                                                                                     | |
| Mgr. Jan Grulich                     | TOP 09             | TOP 09                |                                                                                     | V lednu 2020 v zastupitelstvu nahradil Leoše Hegera.                                                          |
| Mgr. Martin Hanousek                 | Piráti, SZ a Změna | SZ                    | Předseda výboru pro hospodářskou spolupráci a pracovní příležitosti (do ledna 2019) | |
| MVDr. Ivana Hantschová               | ANO 2011           | nestr. za ANO 2011    |                                                                                     | |
| Bc. Pavel Hečko                      | ČSSD               | ČSSD                  | Radní pro regionální rozvoj, evropské granty, dotace a cestovní ruch                | |
| doc. MUDr. Leoš Heger, CSc.          | TOP 09             | TOP 09                |                                                                                     | Rezignoval v prosinci 2019. V zastupitelstvu ho nahradil Jan Grulich.                                         |
| Ing. Jan Jarolím                     | ANO 2011           | nestr. za ANO 2011    |                                                                                     | |
| Ing. Martin Jiránek                  | Piráti, SZ a Změna | Piráti                |                                                                                     | |
| Bc. Jiří Kálal, DiS.                 | ANO 2011           | ANO 2011              |                                                                                     | |
| Adolf Klepš                          | TOP 09             | nestr. za TOP 09      | Předseda výboru pro sport, tělovýchovu a volnočasové aktivity (do října 2017)       | Zemřel v říjnu 2017. V zastupitelstvu ho nahradil Zdeněk Švorc.                                               |
| Bc. Karel Klíma                      | Koalice pro KHK    | KDU-ČSL               | Radní vodní hospodářství, životní prostředí a zemědělství                           | |
| Miroslav Kodydek                     | ANO 2011           | nestr. za ANO 2011    |                                                                                     | |
| Petr Koleta                          | ANO 2011           | nestr. za ANO 2011    |                                                                                     | |
| Ing. Bc. Jaroslav Kostelníček        | ANO 2011           | ANO 2011              |                                                                                     | |
| Ing. Dana Kracíková                  | STAN a VČ          | nestr. za VČ          | Předsedkyně zdravotního výboru                                                      | |
| PaedDr. Josef Lukášek                | KSČM               | KSČM                  |                                                                                     | |
| Ing. Anna Maclová                    | Koalice pro KHK    | nestr. za KDU-ČSL     |                                                                                     | |
| Ing. Hana Masáková, MBA              | ČSSD               | ČSSD                  |                                                                                     | V říjnu 2019 v zastupitelstvu nahradila Jana Birkeho.                                                         |
| MUDr. Jiří Mašek                     | ANO 2011           | nestr. za ANO 2011    |                                                                                     | Rezignoval v listopadu 2016 ještě před ustavující schůzí. V zastupitelstvu ho nahradil Zdeněk Praus.          |
| Bc. Miroslav Matějka, DiS.           | Koalice SPD a SPO  | SPO                   |                                                                                     | |
| MUDr. Eva Matyášová                  | ANO 2011           | ANO 2011              |                                                                                     | |
| Mgr. Jiří Morávek                    | Koalice SPD a SPO  | nestr. za SPD         |                                                                                     | |
| JUDr. PhDr. Zdeněk Ondráček, Ph.D.   | KSČM               | KSČM                  |                                                                                     | |
| Ing. Jindřich Outlý                  | ANO 2011           | nestr. za ANO 2011    | Předseda kontrolního výboru                                                         | |
| Ing. Zdeněk Praus                    | ANO 2011           | ANO 2011              |                                                                                     | V listopadu 2016 v zastupitelstvu nahradil Jiřího Maška, který se mandátu vzdal ještě před ustavující schůzí. |
| Ing. Otakar Ruml                     | KSČM               | KSČM                  | Předseda výboru pro životní prostředí a zemědělství                                 | |
| Mgr. Václav Řehoř                    | ODS                | ODS                   | Radní pro investice a majetek                                                       | |
| Petr Sadovský                        | ANO 2011           | ANO 2011              |                                                                                     | |
| Ing. Jan Sobotka                     | STAN a VČ          | STAN                  | Předseda bezpečnostního výboru                                                      | |
| Ing. Milan Sommer                    | TOP 09             | TOP 09                | Předseda finančního výboru                                                          | |
| Mgr. Táňa Šormová                    | KSČM               | nestr. za KSČM        |                                                                                     | |
| Ing. Monika Štayrová                 | ANO 2011           | nestr. za ANO 2011    |                                                                                     | V dubnu 2017 v zastupitelstvu nahradila Kláru Dostálovou.                                                     |
| PhDr. Jiří Štěpán, Ph.D.             | ČSSD               | ČSSD                  | Hejtman Královéhradeckého kraje                                                     | |
| Ing. Zdeněk Švorc                    | TOP 09             | TOP 09                | Předseda výboru pro sport, tělovýchovu a volnočasové aktivity (od října 2017)       | V říjnu 2017 nahradil v zastupitelstvu Adolfa Klepše.                                                         |
| Mgr. Edita Vaňková                   | ČSSD               | ČSSD                  | Předseda výboru pro výchovu, vzdělávání a zaměstnanost                              | |
| Ing. Oldřich Vlasák                  | ODS                | ODS                   | Předseda výboru pro regionální rozvoj a cestovní ruch                               | |